# Niedziela Wieczności
Niedziela Wieczności (niem. Ewigkeitssonntag – „niedziela wieczności”) – ostatnia niedziela w roku liturgicznym części Kościołów protestanckich. Święto ma wymiar eschatologiczny, zogniskowane jest wokół rozmyślań nad sensem ludzkiego przemijania, nadzieją zmartwychwstania umarłych i zbliżaniem się Sądu Ostatecznego. Odpowiednikiem Niedzieli Wieczności w Kościele katolickim wydaje się być Uroczystość Jezusa Chrystusa, Króla Wszechświata, jako że świętowana jest także w ostatnią niedzielę roku liturgicznego, a ponadto czytania Pisma Świętego na ten dzień zawierają aspekt końca świata i Sądu Ostatecznego.
W Polsce Niedzielę Wieczności obchodzi Kościół Ewangelicko-Augsburski, Kościół Ewangelicko-Reformowany i Kościół Ewangelicko-Metodystyczny (parafie mazurskie).

## Historia
Święto zostało wprowadzone mocą dekretu gabinetowego pruskiego króla Fryderyka Wilhelma III z 1816 dla wspomnienia poległych w czasie wojen napoleońskich. Początkowo obchodzono ten dzień tylko w Niemczech, a później zaczęto obchodzić także i w sąsiednich krajach.